# La Matiouette ou l'Arrière-pays
Pour plus de détails, voir Fiche technique et Distribution.
La Matiouette ou l'Arrière-pays est un film français de moyen-métrage réalisé par André Téchiné et sorti en 1983.
Il a été présenté au Festival de Cannes dans la sélection Un certain regard. Il fait partie de la série télévisée de l'INA, Télévision de chambre (épisode 9). Il a été diffusé sur TF1 le 13 septembre 1983, après une brève exploitation en salles.

## Synopsis
Jean-Claude, qui n'a pas revu son frère Alain depuis 10 ans, vient lui rendre visite en province. Alain, qui a repris le salon de coiffure de leur père, s'est marié avec La « Matiouette », une fille du pays. Ils se rendent compte que beaucoup de choses les séparent.

## Fiche technique
- Réalisation : André Téchiné
- Scénario : Laurent Perrout, André Téchiné, Philippe du Janerand d'après la pièce La Matiouette de Jacques Nolot
- Type : moyen-métrage
- Image : Pascal Marti
- Montage : Martine Giordano
- Durée : 45 minutes[1]
- Date de sortie : 27 juillet 1983

## Distribution
- Jacques Nolot : Alain Pruez
- Patrick Fierry : Jacky Verrière
- Patrick Perrout : Jean-Claude

## Distinctions
- Présenté au Festival de Cannes dans la sélection Un certain regard[2].